# Mink Peeters
Mink Peeters (Nijmegen, 28 mei 1998) is een Nederlandse profvoetballer die bij voorkeur als linkeraanvaller speelt.

## Carrière
Als E-pupil werd Peeters bij amateurclub Union gescout door PSV waar hij de jeugdopleiding doorliep tot en met de C2. In 2011 maakte de Nijmegenaar de overstap naar Ajax waar hij in de C1, B2 en B1 speelde totdat hij eind 2014 een contractaanbieding van Real Madrid accepteerde. Nadat hij een seizoen in Real Madrid-onder-de-negentien had gespeeld (10 doelpunten en 16 assists), was het de bedoeling dat Peeters daar in 2017 zou aansluiten bij het tweede elftal, Real Madrid Castilla, maar nadat hij in augustus een nieuwe 3-jarige verbintenis tekende bij de Koninklijken werd hij verhuurd aan Nederlandse clubs. Eerst aan eredivisionist VVV-Venlo. Na de winterstop aan Almere City FC. Door contractuele perikelen en de naweeën van de klierkoorts respectievelijk een acute blindedarmontsteking verliepen deze beide overgangen allesbehalve voorspoedig.
Op 21 september 2017 maakte Peeters zijn debuut namens VVV in een officiële wedstrijd, in het met 0-3 gewonnen bekerduel bij Blauw Geel '38.  In de competitie kreeg de aanvaller echter geen speeltijd. Peeters maakte vervolgens op huurbasis de overstap naar Almere City FC. In augustus 2018 werd hij verhuurd aan Lleida Esportiu. Vanwege financiële perikelen tussen Real Madrid en Lleida kwam hij de eerste seizoenhelft niet aan voetballen toe. Na 32 speelminuten (één invalbeurt in de Segunda División B en één in de Copa del Rey) werd de huurovereenkomst op 31 januari 2019 ontbonden. Op 1 februari 2019 werd zijn contract bij Real Madrid ontbonden, in goed overleg, aangezien hem geen speeltijd bij Real Madrid Castilla gegarandeerd kon worden en hij, vanwege de uitleenregels, sowieso niet speelgerechtigd was. Een vervolg bij het Servische FK Čukarički werd na een half seizoen en zonder speelminuten eind 2019 beëindigd. In januari 2020 tekende hij een contract voor anderhalf jaar bij FC Volendam waar hij zou aansluiten bij het beloftenelftal. Vanwege veelvuldig blessureleed kwam hij ook daar amper aan spelen toe, waarna de club hem geen nieuw contract aanbood.
Nadat in augustus 2022 een stage bij het Oostenrijkse SC Rheindorf Altach geen contract opleverde, werd hij gevraagd om te komen spelen bij EPC Dubai (Elite Performance Centre) in de Verenigde Arabische Emiraten, tot eind 2022. Begin 2023 stapte hij over naar Gulf United FC. In Dubai speelde hij 19 wedstrijden, waarin hij 7 keer scoorde en 8 assists gaf. Na de zomer was hij een half jaar clubloos. In februari 2024 sloot Peeters alsnog aan bij een Oostenrijkse club: SV Lafnitz. In februari 2025 stapte hij over naar Westchester SC uit de Verenigde Staten. Na Dean Guezen en Koen Blommestijn werd hij de derde Nederlander bij de club die uitkomt op het derde niveau: de USL League One.

## Clubstatistieken
| 2017/18                             | → VVV-Venlo        | Eredivisie                 | 0  | 0 | 1 | 0 | – | – | 1  | 0 |
| 2017/18                             | → Almere City FC   | Eerste divisie             | 3  | 0 | 0 | 0 | 0 | 0 | 3  | 0 |
| 2017/18                             | → Jong Almere City | Derde divisie              | 6  | 3 | – | – | – | – | 6  | 3 |
| 2018/19                             | → Lleida Esportiu  | Segunda División B - Gr. 3 | 1  | 0 | 1 | 0 | – | – | 2  | 0 |
| 2019/20                             | FK Čukarički       | Superliga                  | 0  | 0 | 0 | 0 | – | – | 0  | 0 |
| 2019/20                             | Jong FC Volendam   | Tweede divisie             | 4  | 0 | – | – | – | – | 4  | 0 |
| 2020/21                             | Jong FC Volendam   | Tweede divisie             | 0  | 0 | – | – | – | – | 0  | 0 |
| 2023/24                             | SV Lafnitz II      | Landesliga Steiermark      | 12 | 0 | – | – | – | – | 0  | 0 |
| 2023/24                             | SV Lafnitz         | 2. Liga                    | 1  | 0 | 0 | 0 | – | – | 1  | 0 |
| 2024/25                             | SV Lafnitz         | 2. Liga                    | 2  | 0 | 2 | 0 | – | – | 4  | 0 |
| 2024/25                             | SV Lafnitz II      | Landesliga Steiermark      | 4  | 0 | – | – | – | – | 4  | 0 |
| 2025                                | Westchester SC     | USL League One             | 0  | 0 | 0 | 0 | 0 | 0 | 0  | 0 |
| Carrière totaal                     | Carrière totaal    | Carrière totaal            | 33 | 3 | 4 | 0 | 0 | 0 | 37 | 3 |
| Bijgewerkt tot en met 15 maart 2025 |                    |                            |    |   |   |   |   |   |    |   |

## Trivia
Zaakwaarnemer van Mink Peeters is zijn vader Geert Peeters (alias Friso Ruysdael), bassist van De Sjonnies.

## Interlandcarrière

### Nederland onder 15
Op 16 april 2013 debuteerde Peeters voor Nederland –15 in een vriendschappelijke wedstrijd tegen België –15 (0 – 0).
| Interlands van Mink Peeters | Interlands van Mink Peeters | Interlands van Mink Peeters | Interlands van Mink Peeters | Interlands van Mink Peeters | Interlands van Mink Peeters |
| №                           | Datum                       | Wedstrijd                   | Uitslag                     | Soort Wedstrijd             | Doelpunten                  |
| Als speler bij Ajax         | Als speler bij Ajax         | Als speler bij Ajax         | Als speler bij Ajax         | Als speler bij Ajax         | Als speler bij Ajax         |
| --------------------------- | --------------------------- | --------------------------- | --------------------------- | --------------------------- | --------------------------- |
| 1.                          | 16 april 2013               | België – Nederland          | 0 – 0                       | Vriendschappelijk           | 0                           |
| 2.                          | 18 april 2013               | België – Nederland          | 1 – 0                       | Vriendschappelijk           | 0                           |
| 3.                          | 14 mei 2013                 | Nederland – Duitsland       | 1 – 4                       | Vriendschappelijk           | 0                           |
| 4.                          | 16 mei 2013                 | Nederland – Duitsland       | 2 – 1                       | Vriendschappelijk           | 0                           |

### Nederland onder 16
Op 27 februari 2014 debuteerde Peeters voor Nederland –16 in een vriendschappelijke wedstrijd tegen Duitsland –16 (2 – 0 verlies).
| Interlands van Mink Peeters | Interlands van Mink Peeters | Interlands van Mink Peeters | Interlands van Mink Peeters | Interlands van Mink Peeters | Interlands van Mink Peeters |
| №                           | Datum                       | Wedstrijd                   | Uitslag                     | Soort Wedstrijd             | Doelpunten                  |
| Als speler bij Ajax         | Als speler bij Ajax         | Als speler bij Ajax         | Als speler bij Ajax         | Als speler bij Ajax         | Als speler bij Ajax         |
| --------------------------- | --------------------------- | --------------------------- | --------------------------- | --------------------------- | --------------------------- |
| 1.                          | 27 februari 2014            | Duitsland – Nederland       | 2 – 0                       | Vriendschappelijk           | 0                           |
| 2.                          | 1 maart 2014                | Nederland – Portugal        | 0 – 1                       | Vriendschappelijk           | 0                           |

### Nederland onder 17
Op 12 september 2014 debuteerde Peeters voor Nederland –17 in een vriendschappelijke wedstrijd tegen Israël –17 (1 – 0).
| Interlands van Mink Peeters | Interlands van Mink Peeters | Interlands van Mink Peeters | Interlands van Mink Peeters | Interlands van Mink Peeters | Interlands van Mink Peeters |
| №                           | Datum                       | Wedstrijd                   | Uitslag                     | Soort Wedstrijd             | Doelpunten                  |
| Als speler bij Real Madrid  | Als speler bij Real Madrid  | Als speler bij Real Madrid  | Als speler bij Real Madrid  | Als speler bij Real Madrid  | Als speler bij Real Madrid  |
| --------------------------- | --------------------------- | --------------------------- | --------------------------- | --------------------------- | --------------------------- |
| 1.                          | 12 september 2014           | Nederland – Israël          | 1 – 0                       | Vriendschappelijk           | 0                           |
| 2.                          | 14 september 2014           | Italië – Nederland          | 1 – 3                       | Vriendschappelijk           | 0                           |
| 3.                          | 17 oktober 2014             | Nederland – Finland         | 2 – 0                       | EK-kwalificatie             | 0                           |
| 4.                          | 19 oktober 2014             | Malta – Nederland           | 0 – 1                       | EK-kwalificatie             | 0                           |
| 5.                          | 22 oktober 2014             | Nederland – Servië          | 1 – 0                       | EK-kwalificatie             | 0                           |
| 6.                          | 14 april 2015               | Nederland – Zwitserland     | 1 – 0                       | Vriendschappelijk           | 0                           |
| 7.                          | 16 april 2015               | Nederland – Zwitserland     | 1 – 1                       | Vriendschappelijk           | 0                           |
| 8.                          | 7 mei 2015                  | Ierland – Nederland         | 0 – 0                       | EK                          | 0                           |

### Nederland onder 18
Op 8 oktober 2015 debuteerde Peeters voor Nederland –18 in een vriendschappelijke wedstrijd tegen Servië –18 (0 – 4).
| Interlands van Mink Peeters | Interlands van Mink Peeters | Interlands van Mink Peeters | Interlands van Mink Peeters | Interlands van Mink Peeters | Interlands van Mink Peeters |
| №                           | Datum                       | Wedstrijd                   | Uitslag                     | Soort Wedstrijd             | Doelpunten                  |
| Als speler bij Real Madrid  | Als speler bij Real Madrid  | Als speler bij Real Madrid  | Als speler bij Real Madrid  | Als speler bij Real Madrid  | Als speler bij Real Madrid  |
| --------------------------- | --------------------------- | --------------------------- | --------------------------- | --------------------------- | --------------------------- |
| 1.                          | 8 oktober 2015              | Servië – Nederland          | 0 – 4                       | Vriendschappelijk           | 1                           |
| 2.                          | 12 oktober 2015             | Nederland – Duitsland       | 1 – 0                       | Vriendschappelijk           | 0                           |
| 3.                          | 14 november 2015            | Nederland – Turkije         | 0 – 0                       | Vriendschappelijk           | 0                           |
| 4.                          | 16 november 2015            | Tsjechië – Nederland        | 1 – 1                       | Vriendschappelijk           | 0                           |
| 5.                          | 24 maart 2016               | Nederland – Rusland         | 0 – 2                       | Vriendschappelijk           | 0                           |

### Nederland onder 20
Op 4 september 2017 debuteerde Peeters voor Nederland –20 in een vriendschappelijke wedstrijd tegen Portugal –20 (1 – 0).
| Interlands van Mink Peeters | Interlands van Mink Peeters | Interlands van Mink Peeters | Interlands van Mink Peeters | Interlands van Mink Peeters | Interlands van Mink Peeters |
| №                           | Datum                       | Wedstrijd                   | Uitslag                     | Soort Wedstrijd             | Doelpunten                  |
| Als speler bij VVV-Venlo    | Als speler bij VVV-Venlo    | Als speler bij VVV-Venlo    | Als speler bij VVV-Venlo    | Als speler bij VVV-Venlo    | Als speler bij VVV-Venlo    |
| --------------------------- | --------------------------- | --------------------------- | --------------------------- | --------------------------- | --------------------------- |
| 1.                          | 4 september 2017            | Nederland – Portugal        | 1 – 0                       | Vriendschappelijk           | 0                           |